# 卡韦萨拉多斯
卡韦萨拉多斯，是西班牙卡斯蒂利亚-拉曼恰雷阿尔城省的一个市镇。 总面积80平方公里，总人口389人（2001年），人口密度5人/平方公里。